# Временный орган ООН в Камбодже
Временный орган ООН в Камбодже (кхмер. អាជ្ញាធរអន្តរកាលសហប្រជាជាតិនៅកម្ពុជា), ЮНТАК — миротворческая миссия ООН, действовавшая в Камбодже в 1992—1993 годах. Учреждена по результатам Парижских соглашений 1991 года.
ЮНТАК был учрежден в феврале 1992 года и включил в себя ранее существовавшую миссию, Передовую миссию Организации Объединённых Наций в Камбодже (ПМООНК). Впервые в истории ООН взяла на себя управление независимым государством. После выборов в Камбодже в сентябре 1993 года миссия была упразднена и заменена Группой военной связи Организации Объединённых Наций (ГВСООН).

## Страны-участницы
1. Алжир
2. Аргентина
3. Австралия
4. Австрия
5. Бангладеш
6. Бельгия
7. Бруней
8. Болгария
9. Великобритания
10. Венгрия
11. Египет
12. Германия
13. Гана
14. Индия
15. Индонезия
16. Иордания
17. Ирландия
18. Италия
19. Камерун
20. Канада
21. Кения
22. Китай
23. Колумбия
24. Кот-д’Ивуар
25. Малайзия
26. Марокко
27. Намибия
28. Непал
29. Нидерланды
30. Новая Зеландия
31. Нигерия
32. Норвегия
33. Пакистан
34. Польша
35. Россия
36. Сенегал
37. США
38. Танзания
39. Таиланд
40. Тунис
41. Турция
42. Уругвай
43. Фиджи
44. Филиппины
45. Франция
46. Чили
47. Швеция
48. Япония

## Потери
По официальным данным ООН, за период с начала операции до её окончания в ходе операции UNTAC погибли 82 миротворца ООН.